# NGC 1218
NGC 1218 је лентикуларна галаксија у сазвежђу Кит која се налази на NGC листи објеката дубоког неба.
Деклинација објекта је + 4° 6' 41" а ректасцензија 3h 8m 26,1s. Привидна величина (магнитуда) објекта NGC 1218 износи 13,4 а фотографска магнитуда 14,3. NGC 1218 је још познат и под ознакама UGC 2555, MCG 1-9-1, CGCG 416-2, 3C 78, NPM1G +03.0124, PGC 11749.